# لازلو سوتوني
لازلو سوتوني (مواليد 1970) هو لاعب كرة يد مجري ومدرب. لعب مع منتخب المجر لكرة اليد في الألعاب الأولمبية الصيفية 1992، حيث احتل الفريق المجري المركز السابع.  وهو أيضًا المدرب الثاني للفريق المجري.

## روابط خارجية
- لازلو سوتوني على موقع أوليمبيديا (الإنجليزية)
- لازلو سوتوني على موقع اللجنة الأولمبية المجرية (الهنغارية)